# Гвинея на летних Олимпийских играх 2000
Гвинея принимала участие в Летних Олимпийских играх 2000 года в Сиднее (Австралия) в седьмой раз за свою историю, но не завоевала ни одной медали. Страну представляли 3 мужчины и 3 женщины, принимавшие участие в соревнованиях по боксу, дзюдо, лёгкой атлетике и плаванию.

## Состав олимпийской сборной Гвинеи

### Бокс
Спортсменов — 1
| Спортсмен  | Категория | 1/16 финала               | 1/8 финала           | 1/4 финала           | Полуфинал            | Финал                |           |
| Спортсмен  | Категория | Соперник и результат      | Соперник и результат | Соперник и результат | Соперник и результат | Соперник и результат |           |
| ---------- | --------- | ------------------------- | -------------------- | -------------------- | -------------------- | -------------------- | --------- |
| Сиди Санди | 71 кг     | Хосе Лиус Зертуче Пор RSC | Не прошёл            | Не прошёл            | Не прошёл            | Не прошёл            | Не прошёл |

### Дзюдо
Спортсменов — 1
Женщины
| Спортсмен      | Категория | 1/16                        | 1/8                   | 1/4                   | 1/2                   | 1-й доп. раунд        | Утешит. четвертьфинал | Утешит. полуфинал     | За 3 место            | Финал                 |
| Спортсмен      | Категория | Соперник Результат          | Соперник Результат    | Соперник Результат    | Соперник Результат    | Соперник Результат    | Соперник Результат    | Соперник Результат    | Соперник Результат    | Соперник Результат    |
| -------------- | --------- | --------------------------- | --------------------- | --------------------- | --------------------- | --------------------- | --------------------- | --------------------- | --------------------- | --------------------- |
| Мариам Сона Ба | До 70 кг  | Даниэла Круковер пор. иппон | Закончила выступление | Закончила выступление | Закончила выступление | Закончила выступление | Закончила выступление | Закончила выступление | Закончила выступление | Закончила выступление |

### Лёгкая атлетика
Спортсменов — 2
Мужчины
| Спортсмен | Вид   | Забег     | Забег | Четвертьфинал | Четвертьфинал | Полуфинал | Полуфинал | Финал     | Финал     |
| Спортсмен | Вид   | Результат | Место | Результат     | Место         | Результат | Место     | Результат | Место     |
| --------- | ----- | --------- | ----- | ------------- | ------------- | --------- | --------- | --------- | --------- |
| Жозеф Луа | 200 м | 21,60     | 7     | Не прошёл     | Не прошёл     | Не прошёл | Не прошёл | Не прошёл | Не прошёл |

Женщины
| Спортсмен      | Вид   | Забег     | Забег | Четвертьфинал | Четвертьфинал | Полуфинал | Полуфинал | Финал     | Финал     |
| Спортсмен      | Вид   | Результат | Место | Результат     | Место         | Результат | Место     | Результат | Место     |
| -------------- | ----- | --------- | ----- | ------------- | ------------- | --------- | --------- | --------- | --------- |
| Сила М'ма Туре | 100 м | 12,82     | 9     | Не прошла     | Не прошла     | Не прошла | Не прошла | Не прошла | Не прошла |

### Плавание
Спортсменов — 2
В следующий раунд на каждой дистанции проходили лучшие спортсмены по времени, независимо от места занятого в своём заплыве.
Мужчины
| Спортсмен       | Соревнование | Предварительные заплывы | Предварительные заплывы | Полуфиналы | Полуфиналы | Финал     | Финал     |
| Спортсмен       | Соревнование | Результат               | Место                   | Результат  | Место      | Результат | Место     |
| --------------- | ------------ | ----------------------- | ----------------------- | ---------- | ---------- | --------- | --------- |
| Фасинет Бангура | 100 м брасс  | DSQ                     | —                       | Не прошёл  | Не прошёл  | Не прошёл | Не прошёл |

Женщины
| Спортсмен     | Вид                | Заплыв    | Заплыв | Полуфинал | Полуфинал | Финал     | Финал     |
| Спортсмен     | Вид                | Результат | Место  | Результат | Место     | Результат | Место     |
| ------------- | ------------------ | --------- | ------ | --------- | --------- | --------- | --------- |
| Айссату Барри | 50 м вольный стиль | 35,79     | 72     | Не прошла | Не прошла | Не прошла | Не прошла |